# Sofi Tukker
Sofi Tukker es un dúo musical fundado en Nueva York (Estados Unidos) en 2014 y conformado por Sophie Hawley-Weld y Tucker Halpern. La banda es conocida por su canción «Best Friend», que apareció en un comercial durante la presentación del iPhone X de Apple el 12 de septiembre de 2017.

## Historia
Sofi Tukker lanzó su primer EP, Soft Animals, el 8 de julio de 2016. El EP incluye las canciones «Drinkee», «Matadora», «Awoo»,«Déjà Vu Affair», «Moon Tattoo» y «Hey Lion». El título del álbum proviene del poema de Mary Oliver llamado Wild Geese («You only have to let the soft animal of your body love what it loves»; en español: «Solo tienes que dejar que el animal suave de tu cuerpo ame lo que ama»).
Su canción «Drinkee», del EP Soft Animals, fue nominada para un Grammy en 2017. «Drinkee» es una adaptación de un poema escrito por el poeta brasileño Chacal, cantado sensualmente en medio de cencerros, bongos, guitarras eléctricas y bajos profundos. Dicha canción aparece en la película La increíble Jessica James.
Su canción «Johnny Test and Dog» aparece en el videojuego FIFA 17, de EA Sports, y fue adaptado de un poema del poeta brasileño Paulo Leminski.
Su canción de 2017 «Best Friend» se escuchó durante el revelado comercial completo de iPhone X en el evento de Apple el 12 de septiembre de 2017. También está incluida en el videojuego FIFA 18, el segundo año consecutivo en que una canción suya fue incluida en la banda sonora de la serie FIFA.
Su canción «Batshit» apareció como parte de la banda sonora de la serie Orange Is the New Black en el capítulo 4 de su sexta temporada. Asimismo aparece en el capítulo 22 de la sexta temporada de la serie The Blacklist.
Su canción «Awoo (feat Betta Lemme)» se incluye en el capítulo 2 de la quinta temporada de The Blacklist y el tema «That's It (I'm Crazy)» forma parte del capítulo 22 de la sexta temporada de la misma serie.
La canción «Good Time Girl» forma parte de la introducción de la serie de HBO The New Pope.
En 2018 lanzaron su álbum Treehouse, que les otorgó una nominación al Grammy al mejor álbum dance o electrónico, compitiendo con otros conocidos músicos como Jon Hopkins y Sophie.

## Recepción
Paste Magazine describió el lanzamiento de Sofi Tukker como «una insaciable colección de baile de canciones jungle-pop con muchos guiños bien ejecutados hacia instrumentos brasileños, poetas y al idioma nacional, el portugués». La crítica de la revista se refiere a la «cuidadosamente conceptualizada [canción] "Matadora"» como «la estrella del álbum».

## Discografía

### Álbumes de estudio
- Treehouse (2018)
- WET TENNIS (2022)

### EPs
- Soft Animals (2016)[12]

### Sencillos
- «Drinkee» (2016)
- «Hey Lion»[13] (2016)
- «Awoo»[14] (2016)
- «Matadora»[15] (2016)
- «Déjà Vu Affair»[16] (2016)
- «Johny»[17] (2017)
- «Greed[18] (2017)
- «F*ck They»[19] (2017)
- «Best Friend» (con Nervo, The Knocks y Alisa Ueno)[20] (2017)
- «Energia»[21] (2017)
- «Energia Parte 2 feat Pabllo Vittar»[22] (2018)